# MOS Technology
MOS Technology, Inc., também conhecida como CSG (Commodore Semiconductor Group), foi uma empresa projetista e fabricante de semicondutores e circuitos integrados sediada em Norristown, Pensilvânia, nos Estados Unidos. Tornou-se famosa pela criação do microprocessador MOS Technology 6502, e por vários projetos para os microcomputadores da Commodore International. Apesar da semelhança do nome, a MOS Technology nada tem a ver com a Mostek.

## História

### O início
A MOS Technology, Inc. (sendo "MOS" a abreviatura de Metal Oxide Semiconductor) surgiu em meados de 1974, por conta da insatisfação de um grupo de engenheiros da Motorola que viram seu projeto de produzir uma versão barata do Motorola 6800 barrado pela direção da empresa. Enquanto o 6800 era vendido por US$ 300,00 (o equivalente em 2019 a US$ 1.600,00), os engenheiros, capitaneados por Bill Mensch e Chuck Peddle acreditavam que poderiam produzir um microprocessador em torno de US$ 25,00, e ganhar dinheiro com a produção em grande escala.
Bill Mensch então  entrou em contato com um ex-colega da General Electric, dono de uma fabriqueta de circuitos integrados denominada MOS Technology. A MOS era uma subsidiária da Allen-Bradley, LLC., e na época era uma fornecedora de segunda linha da Texas Instruments, produzindo chips para calculadoras, particularmente uma série denominada MPS7500. Chuck Peddle encarregou-se então do acordo que resultou na formação da MOS Technology, Inc.. Outros seis engenheiros da Motorola juntaram-se ao grupo, sob a promessa de que receberiam uma "participação nos lucros" - e nenhum salário. Esse detalhe do acordo só foi descoberto pelos participantes meses mais tarde, e a irritação foi geral: em meados da década de 1970, não existia ainda uma indústria de microcomputadores, e ninguém esperava ganhar dinheiro fabricando microprocessadores. Além disso, havia certa animosidade entre os antigos funcionários da MOS e os recém-chegados da Motorola. Bill Mensch informou numa entrevista, anos mais tarde, que em sua primeira semana na MOS, teve dois pneus do seu carro furados.
Chuck Peddle, contudo, conseguiu fazer com que a equipe se unisse em torno do projeto de uma família de microprocessadores revolucionários, que deveriam custar em torno de US$ 25,00. Para chegar ao valor pretendido, especificou que os engenheiros deveriam produzir uma UCP que trabalhasse com um conjunto mínimo de instruções e nada além disso. Em junho de 1975, as primeiras UCPs da série 6500, os 6501 e 6502, estavam prontas para entrar em produção.
Mas foi exatamente aí que a Motorola resolveu mover um processo contra a MOS Technology, teoricamente por violação de patentes e concorrência desleal, já que o 6501 era compatível com a pinagem do 6800. Na verdade, segundo Bill Mensch, o processo era uma intimidação e tinha mais a ver com propriedade intelectual: os oito ex-engenheiros da Motorola conheciam profundamente vários conceitos desenvolvidos pela empresa e que não haviam sido patenteados, e era precisamente isso que a Motorola queria proteger.
O 6501 teve de ser retirado do mercado e quase todas as unidades produzidas foram destruídas. O processo arrastou-se por anos a fio, e finalmente a MOS Technology teve de pagar US$ 200 mil de custas judiciais à Motorola (outras fontes falam em US$ 300 mil).

### Projetos paralelos

Pinagem do MOS Technology 6502.

O 6501, em grande parte, foi um projeto do engenheiro Rod Orgle, com os esquemas desenhados a mão por Bill Mensch (não havia programas de CAD-CAM nesta época), e, o que é mais notável, funcionou logo na primeira tentativa. Era quatro vezes mais rápido e compatível a nível de pinagem com o 6800, mas não a nível de software. Nunca chegou realmente a entrar em produção comercial, embora quando do seu lançamento em 1975, pudesse ser teoricamente comprado na fábrica por US$ 20,00. Nos dias de hoje, é uma peça de colecionador.
O 6502, um projeto paralelo conduzido por Bill Mensch, era praticamente idêntico ao 6501, mas não era compatível com a pinagem do 6800 e possuía um gerador de clock integrado ao circuito. Por essas pequenas, mas cruciais diferenças, escapou ileso do processo judicial movido pela Motorola.

### A estréia
O mercado, todavia, demonstrava desconfiança em relação à capacidade de produção do fabricante e a confiabilidade de um chip tão barato (particularmente se comparado ao 6800). Petr Sehnal, um amigo de Chuck Peddle dos tempos da GE e recém-contratado pela MOS Technology como gerente de vendas para a Costa Oeste, achou que era hora de lançar uma cartada decisiva e apresentar a família 6500 às massas. Nada melhor para isso do que a Western Electronics Show and Convention (WesCon) de San Francisco, que ocorreria em setembro de 1975.
Peddle recorda-se que Sehnal praticamente probiu o seu acesso ao prédio da MOS Technology para forçá-lo a produzir um manual de instruções do 6502 (sem o qual o produto seria inútil para os engenheiros e inviabilizaria o lançamento na feira). Peddle diz ter aceito a incumbência com humildade e reapresentou-se no trabalho semanas depois. Com os manuais prontos.
Em agosto de 1975, a MOS Technology fez circular anúncios e malas-diretas onde divulgava que o "microprocessador de US$ 25" estaria disponível para pronta entrega na Wescon. Todavia, ao chegar à feira, Peddle foi surpreendido com a informação de que não seriam permitidas vendas nos estandes dos participantes. Não se dando por vencido, ele alugou uma suíte luxuosa num hotel próximo, o St. Francis Hotel, e colocou sua bela esposa, Shirley, como garota-propaganda, sentada a uma mesa sobre a qual havia dois grandes jarros de vidro cheios de CIs 6501 e 6502. O que ninguém desconfiava é que metade dos chips em exibição (do meio para o fundo dos jarros) eram defeituosos e estavam ali apenas para fazer volume. Além das UCPs, Shirley também vendia CIs de apoio e dois manuais de referência, os quais acabaram por tornar-se muito populares.
Depois de adquirir os chips, os compradores adentravam a suíte e viam o funcionamento de dois sistemas básicos de demonstração das UCPs, os microcomputadores TIM e KIM-1. Um destes compradores foi Steve Wozniak, que viu ali a possibilidade de usar os chips num projeto de computador pessoal que tinha em mente, o Apple I (poucos anos depois, a empresa fundada por ele, a Apple Computer, tornaria-se uma das maiores clientes da MOS Technology). Outras figuras-chave que entraram na fila para comprar o 6502 foram Steve Mayer e Ron Milner da Cyan Engineering, uma prestadora de serviços da Atari. Eles planejavam algo que revolucionaria a indústria de vídeo-games e precisavam de uma UCP de baixo custo para viabilizá-lo. O 6502 era um sério candidato e Peddle foi convidado a conhecer a empresa para discutir os detalhes.
Logo no primeiro dia, a MOS Technology causou estragos junto à  concorrência, forçando Intel e Motorola a baixarem o preço de seus produtos (8080 e 6800, respectivamente) de US$ 179,00 para US$ 69,95. Todavia, o lançamento na Wescon não foi pensado como uma forma de levantar dinheiro para a empresa, até porque a maior parte dos compradores eram pessoas físicas, mas como uma estratégia de marketing que chamaria a atenção para a MOS Technology e seus produtos. Analisado sob este ponto de vista, o evento foi um completo sucesso.
Além disso, um artigo denominado Son of Motorola, publicado na edição de novembro de 1975 da revista Byte e escrito por Dan Fylstra, convenceu o público consumidor de que o 6502 era uma UCP que valia à pena o investimento. Vinte anos depois, a mesma Byte relacionou o 6502 entre os vinte chips mais importantes de todos os tempos, atrás apenas do Intel 4004 e do 8080.

### Fim e recomeço
Apesar dos reveses impostos pela Motorola, Peddle e seu grupo tinham alguns motivos para comemorar: a Cyan havia fechado negócio com a MOS Technology para produzir as UCPs de um novo vídeo-game que seria produzido pela Atari, o Atari 2600. O microprocessador escolhido não foi o 6502, mas uma versão de baixíssimo custo, o 6507, capaz de endereçar apenas 8 KiB. A principal razão para a escolha foi o preço: a Atari estava disposta a pagar no máximo US$ 12,00 por um microprocessador, e o 6502 era vendido no varejo por US$ 25,00.
Mas, em fins de 1975 os principais produtos do catálogo da MOS Technology ainda eram chips para calculadoras produzidos sob licença da Texas Instruments, e seu principal cliente era a Commodore Business Machines. Foi justamente nesta época que o mercado saturou-se pela produção em massa e os preços começaram a cair vertiginosamente. Para complicar ainda mais a situação, a Texas Instruments resolveu vender calculadoras com sua própria marca, por um preço inferior ao custo de produção da Commodore. Em novembro de 1975, um artigo da New Scientist informava que a empresa "lutava pela sobrevivência", registrando um prejuízo de US$ 4,3 mihões.
Jack Tramiel, fundador e CEO da Commodore, acreditava que sem a integração vertical do processo de produção, iria à falência em pouco tempo. Isso implicava controlar todas as fases do ciclo produtivo, inclusive a fabricação dos circuitos integrados. Tramiel, que já tinha ouvido falar do 6502, e principalmente, de Chuck Peddle, resolveu então convencer seu principal investidor, Irving Gould, a injetar capital para a compra da MOS Technology. O negócio foi finalmente fechado entre setembro e outubro de 1976.

### Surge a Apple
Pouco antes da Commodore assumir o comando da MOS Technology, Peddle tentou uma cartada que, caso houvesse funcionado, teria mudado o rumo da história da informática: em parceria com Bill Gates, fez uma oferta pela compra da Apple Computer. Mas Steve Wozniak e Steve Jobs pediram US$ 150 mil pela empresa, e Peddle e Gates não conseguiram reunir mais do que 2/3 dessa quantia.
Peddle, que pouco menos de um ano atrás não cogitava que sua UCP pudesse ser usada em computadores para uso doméstico, havia mudado de ideia ao conhecer o trabalho dos hackers que afluíram em massa à Wescon, particularmente Woz e Jobs. A partir daí, convenceu-se de que o surgimento de um computador pessoal funcional e relativamente barato era questão de tempo.
Tramiel, o novo patrão, comprou a ideia de Peddle, mas lhe deu apenas seis meses para produzir um computador que a Commodore pudesse apresentar na primeira feira West Coast Computer Fair, a ser realizada em abril de 1977. Apesar de parecer uma temeridade, Peddle não começou do zero: o KIM-1 serviu de base. Ele conseguiu completar a tarefa a tempo, e um protótipo do PET, considerado por alguns como o primeiro computador pessoal, foi apresentado em janeiro daquele ano na Winter Consumer Electronics Show. Peddle levou ainda representantes da cadeia de lojas RadioShack para ver a máquina, mas eles não demonstraram interesse em colocá-lo à venda: estavam trabalhando no seu próprio microcomputador, o TRS-80.
Em abril de 1977 o Commodore PET 2001 foi exibido na West Coast Computer Fair. Custava US$ 790,00 e possuía em sua configuração uma UCP 6502, 4 KiB de memória RAM, 14 KiB de ROM, teclado, monitor de vídeo e gravador de cassetes. Na mesma feira, a Apple Computer apresentou o Apple II, o primeiro computador pessoal capaz de exibir cores, com uma UCP 6502, 4 KiB de RAM, 16 KiB de ROM, teclado, placa-mãe com oito slots de expansão, joystick, placa de vídeo para monitor colorido e/ou televisor e BASIC embutido, por US$ 1.300,00. Apesar da grande diferença de preço, foi o Apple II quem finalmente acabou por firmar-se junto ao mercado consumidor.

### MOS/CSG
Pouco antes da compra da MOS Technology pela Commodore, Bill Mensch resolveu deixar a empresa. Segundo ele recorda, a "Commodore estava entrando em [produção de] vídeo-games… parando o desenvolvimento de microprocessadores". Boa parte dos engenheiros oriundos da Motorola também se decepcionaram com a nova direção, por conta de cortes de projetos e promessas não cumpridas, acabando por pedir demissão. O próprio Chuck Peddle aceitou uma oferta para trabalhar na Apple Computer como engenheiro-chefe de desenvolvimento, mas não se adaptou ao novo ambiente corporativo e retornou à MOS Technology poucos meses depois.
A MOS Technology tornou-se o Commodore Semiconductor Group (CSG) pouco depois da compra, mas o antigo "logo" da MOS continuou a ser usado nos componentes produzidos até 1989. Diferentemente de outros fabricantes de microcomputadores e vídeo-games da época, como a Apple, Atari e Osborne, que tinham de gastar dezenas de milhares de dólares e esperar semanas pelos resultados, a Commodore, mesmo com uma equipe de engenheiros reduzida, era capaz de desenvolver novos protótipos de chips em questão de dias, com custo praticamente zero. Tanta facilidade acabou por acostumar mal Jack Tramiel, que dava pouca atenção à pesquisa e desenvolvimento e não costumava pedir opiniões aos seus engenheiros.
No início de 1980, Tramiel fez uma pesquisa no mercado britânico e descobriu que seu velho concorrente no ramo das calculadoras, Clive Sinclair, havia começado a produzir microcomputadores extremamente baratos, sem cor e sem som. Segundo recorda Peddle, Tramiel decidiu que se era isso o que o mercado estava comprando, então era isso o que a Commodore iria fabricar. A influência da Sinclair, segundo Peddle, foi a responsável direta pelo desenvolvimento do Commodore VIC-20 (um micro barato, mas que, mesmo assim, ainda possuía um hardware superior ao dos primeiros micros da Sinclair Research).
A partir de então, Tramiel e Peddle começaram a caminhar em direções divergentes. Peddle estava convencido de que a Commodore deveria produzir um computador pessoal profissional, e Tramiel apostava no mercado doméstico de baixíssimo custo, preocupado com a crescente invasão do mercado estadunidense por produtos japoneses baratos. Irritado com o que considerava um "motim" por parte de seus engenheiros, Tramiel decidiu fechar as instalações de pesquisa e desenvolvimento em Moore Park, Los Gatos, Califórnia, e concentrar toda a equipe na sede da Commodore, na Pensilvânia. Chuck Peddle, porém, concluiu que já tinha visto o bastante e abandonou definitivamente a empresa em 1984.

### Decadência
Com a saída de Peddle, o principal investidor da Commodore, Irving Gould, cortou drasticamente o já reduzido orçamento da área de P&D. A empresa se tornou cada vez mais prisioneira do próprio passado e incapaz de investir em novidades. Por volta de 1985, a MOS/CSG estava totalmente integrada à estrutura da Commodore e se limitava basicamente a trabalhar sobre versões modificadas de antigos projetos (como o CSG 4510, que nada mais era que um 6502 com dois adaptadores de entrada/saída 6526 integrados).
Um outro problema, potencialmente catastrófico, arrastava-se desde 1980, sem que houvesse previsão de solução: na década de 1970, a antiga controladora da MOS Technology, a Allen-Bradley, havia construído um tanque de contenção para lixo tóxico derivado do processo de fabricação de semicondutores. No início de 1980, o tanque rachou e contaminou todo o lençol freático das redondezas; boa parte dos moradores da vizinhança possuíam água encanada, mas alguns ainda usavam água de poço, o que representava um sério risco à saúde. Em 1984, ainda sem dar uma solução definitiva, a Commodore mandou instalar filtros de carvão ativado nas residências próximas que haviam sido afetadas pelo vazamento. Finalmente, em 1989, a EPA começou uma investigação sobre as atividades da MOS/CSG em Norristown.

### O fim
Em 1992, os problemas financeiros da Commodore agravaram-se. A empresa colocou a MOS/CSG em concordata preventiva e fechou a fábrica, mas isso não foi suficiente. A Commodore foi à falência em 1994 e a antiga planta industrial foi vendida para um grupo de ex-administradores por US$ 5,3 milhões. Sob uma nova razão social, GMT Microelectronics, chegou a faturar US$ 21 milhões e ter 180 empregados no ápice de sua produção, em 1999. Mas, apenas dois anos depois disso, os problemas ambientais fizeram com que a EPA ordenasse o fechamento da fábrica.
A construção de um sistema de limpeza do lençol freático foi concluído em agosto de 2000. De lá para cá, as antigas instalações desativadas da MOS Technology estão sob a responsabilidade da Rockwell Automation, empresa anteriormente conhecida como Allen-Bradley, LLC.

## A família 6502

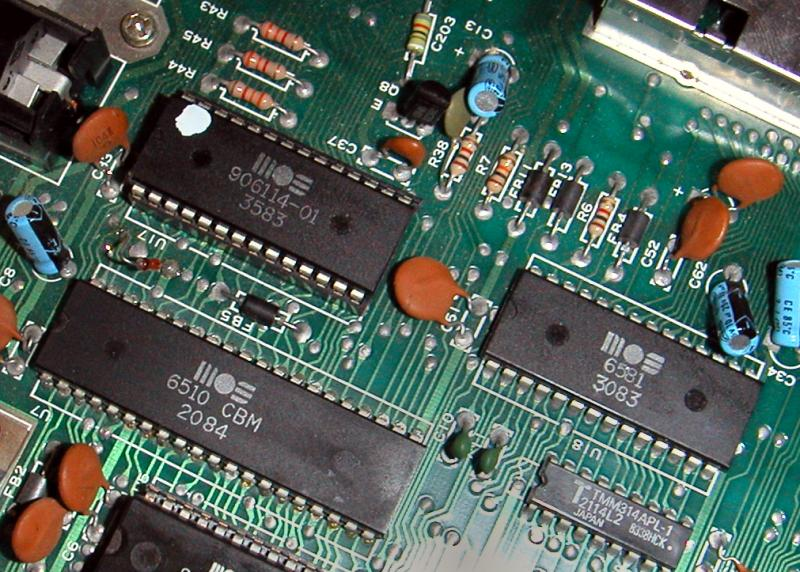
Placa-mãe de um Commodore 64, exibindo alguns CIs importantes produzidos pela MOS Technology: a UCP 6510 (CI comprido, parte inferior esquerda) e o 6581 SID (direita). A semana/ano de produção de cada chip (WWYY) está impressa sob o nome do mesmo.

O 6502 era tão barato que muitas pessoas acreditaram tratar-se de uma fraude quando ele foi exibido pela primeira vez na Wescon de 1975. Sem conhecer as técnicas inovadoras de mascaramento criadas pela MOS Technology, ao calcular o preço por chip usando as taxas normais de produção da época (onde a quantidade de chips defeituosos produzidos era extremamente alta), a conta não fechava. Mas, todas as incertezas se dissiparam quando Motorola e Intel fizeram uma redução de mais de 50% no preço de suas UCPs logo no primeiro dia da feira de negócios. Isto acabou por legitimar o 6502.
O 6502 tornou-se rapidamente um dos chips mais populares de sua época. Várias companhias licenciaram a linha 650x da MOS, incluindo a Rockwell International, GTE, Synertek e Western Design Center (WDC).
Foram produzidas várias versões diferentes, de baixo custo, da UCP básica, modelos 6503 -6507, com encapsulamento de 28 pinos. Dentre estes modelos, com pinos de sinais e endereçamento removidos, o mais popular, sem qualquer dúvida, foi o 6507, usado no Atari 2600 e nos drives Atari. O 6504 foi usado em algumas impressoras. A MOS também lançou uma série de UCPs com a capacidade de usar clocks externos, o que acrescentava "1" ao nome do chip, no terceiro dígito (o 6502 tornava-se assim "6512" etc), do 6512 ao 6515. Estas UCPs eram úteis em sistemas onde o suporte de clock na placa-mãe era fornecido por algum outro chip. O modelo final foi um "crossover", o 6510, usado no Commodore 64, com portas de E/S adicionais.

### Produtos
- KIM-1 – kit de computador em uma única placa/sistema de demonstração da UCP, baseado no 6502
- MOS Technology 4510 – UCP (MOS Technology 65CE02/CSG 65CE02) com dois adaptadores de entrada/saída 6526 integrados; 3,45 MHz
- MOS Technology 5719 – Gary Gate Array
- MOS Technology 6501 – UCP pino-compatível com o Motorola 6800
- MOS Technology 6502 – UCP igual ao 6501, mas sem compatibilidade de pinagem
- MOS Technology 6507 – UCP com 13 pinos para endereçamento (8 KiB)
- MOS Technology 6508 – UCP com 256 bytes de RAM e 8 pinos de E/S
- MOS Technology 6509 – UCP com 20 pinos para endereçamento (capaz de endereçar 1 MiB)
- MOS Technology 6510 – UCP com pinos de clock e portas de E/S
- MOS Technology 6520 – PIA (Peripheral Interface Adapter)
- MOS Technology 6522 – VIA ("Versatile Interface Adapter")
- MOS Technology TPI   – TPI (Tri-Port Interface), ou 6523/6525
- MOS Technology CIA   – CIA (Complex Interface Adapter), ou 6526/8520/8521
- MOS Technology SPI – SPIA (Single Port Interface Adapter)
- MOS Technology RRIOT – RRIOT (ROM-RAM-I/O Timer)
- MOS Technology 6532 – RIOT (RAM-I/O Timer)
- MOS Technology 6545 – CRTC (CRT Controller)
- MOS Technology 6551 – ACIA (Asynchronous Communications Interface Adapter)
- MOS Technology VIC   – VIC (Video Interface Chip), ou 6560 (NTSC) e 6561 (PAL)
- MOS Technology VIC-II ou 6567/8562/8564 (NTSC) e 6569/8565/8566 (PAL)
- MOS Technology SID   – SID (Sound Interface Device), ou 6581/6582/8580
- MOS Technology TED  – TED (Text Editing Device), ou 7360/8360 (HMOS-I/II)
- MOS Technology 7501
- MOS Technology 8362 – Denise Display Encoder
- MOS Technology 8364 – Paula Port Audio UART and Logic
- MOS Technology Agnus – Agnus Address Generator Unit
- MOS Technology 8373 – ECS (Denise Display Encoder)
- MOS Technology 8500 – UCP HMOS-II Version of 6510
- MOS Technology 8501 – UCP HMOS-II 6502 with 7-bit I/O port
- MOS Technology 8502 – UCP compatível com 6510, mas capaz de operar em 2 MHz
- MOS Technology 8551 – ACIA (Asynchronous Communications Interface Adapter), variante HMOS-II do 6551
- MOS Technology VDC – VDC (Video Display Controller)
- MOS Technology 8568 – VDC com HSYNC, VSYNC e RDY
- MOS Technology 8701 – gerador de clock
- MOS Technology 8721 – PLA
- MOS Technology 8722 – MMU (Memory Management Unit)
- MOS Technology 8726 – REC (RAM Expansion Controller)